# Dryas octopetala
Dryas octopetala es una planta de flor ártico-alpina en la familia de las Rosaceae. Es un arbusto perenne pequeño que forma grandes colonias de apariencia almohadillada, y es una flor muy popular en las rocallas.

## Descripción
Los vástagos son arbustivos, tortuosos, ramas que arraigan horizontales. Las hojas son glabras en el haz, denso blanco-tomentosas en el envés. Las flores se producen en tallos de 3 a 10 cm de largo, y tienen ocho pétalos blancos cremosos. El estilo es persistente en el fruto con unos pelos plumosos blancos, funcionando como un agente de dispersión con el viento. Los pelos plumosos de la cabeza del fruto primero se presentan retorcidos, juntos y brillantes, antes de separarse hacia fuera, en una bola amplia, que el viento dispersa rápidamente.
Crece en lugares secos en donde la nieve se derrite temprano, en la grava y los farallones rocosos, formando una comunidad distinta del brezo en suelos calcáreos.

## Localización y hábitat
Dryas octopetala tiene una distribución extensa a través de las áreas montañosas donde se restringe generalmente a zonas de piedra caliza. Estos incluyen la totalidad del Ártico, además de las montañas de Escandinavia, los Alpes, Cárpatos, Pirineos, Balcanes, Cáucaso y en lugares aislados de altas montañas. 
En Gran Bretaña, se encuentra en los Pennines (norte de  Inglaterra), en dos localizaciones en Snowdonia (norte de Gales), y más ampliamente en los Scottish Highlands; en Irlanda se encuentra en The Burren y en otros pocos lugares más. En Norteamérica, llega tan al sur como en Colorado en las Montañas Rocallosas.

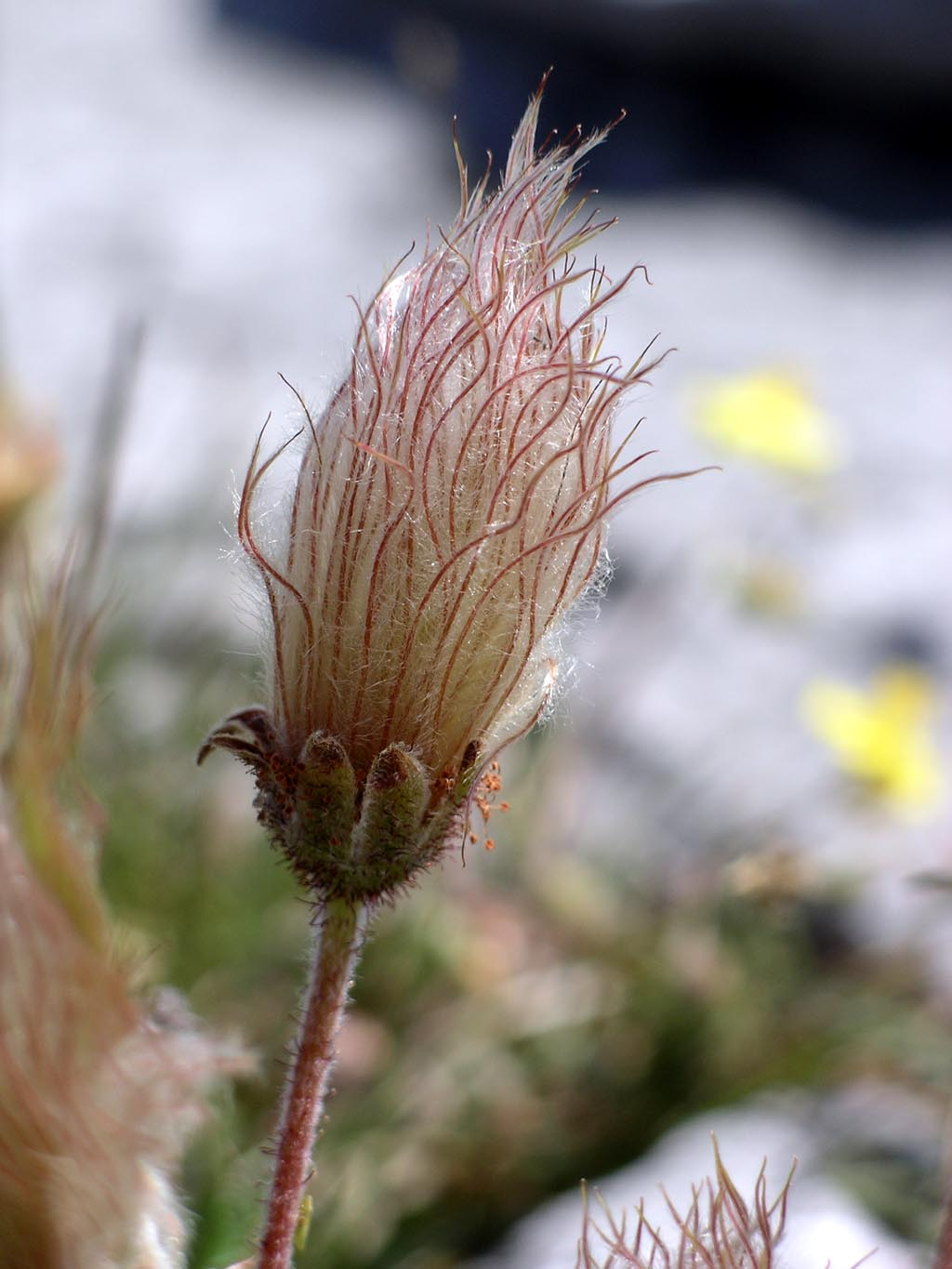
Cabeza de semillas de Dryas octopetala.

## Climatología
El Dryas Reciente y los estadios del viejo Dryas se nombran de este modo gracias a Dryas octopetala, debido a las grandes cantidades de su polen encontrado en las muestras con las que se fechan a esas épocas. 
Durante estos tiempos fríos, el Dryas octopetala se encontraba más ampliamente distribuido de lo que está en la actualidad, cuando zonas extensas del hemisferio norte que ahora se hallan cubiertas por los bosques fueron substituidas en los períodos fríos por la tundra.

## Taxonomía
Dryas octopetala fue descrita por Carlos Linneo y publicado en Species Plantarum 1: 501–502. 1753.
Etimología
El epíteto octopetala deriva del Griego octo (ocho) y petalon (pétalo), se refiere a los ocho pétalos de la  flor, como un número poco corriente en las Rosaceae, donde cinco es el número normal. Sin embargo las flores que llegan a 16 pétalos también son un hecho natural.
Variedades
- Relación de variedades en Catalogue of Life] (enlace roto disponible en Internet Archive; véase el historial, la primera versión y la última).

Sinonimia
- Dryadaea octopetala (L.) Kuntze
- Dryas alpina Salisb.
- Dryas chamaedrifolia (Crantz) Gray
- Dryas chamaedryoides Pall.
- Dryas octopetala forma hirsuta Hartz
- Dryas octopetala var. typica Beck
- Geum chamaedrifolium Crantz
- Ptilotum octopetalum (L.) Dulac
- (enlace roto disponible en Internet Archive; véase el historial, la primera versión y la última).

## Nombre común
- Español: Driada de ocho pétalos, té del Pirineo.

## Galería

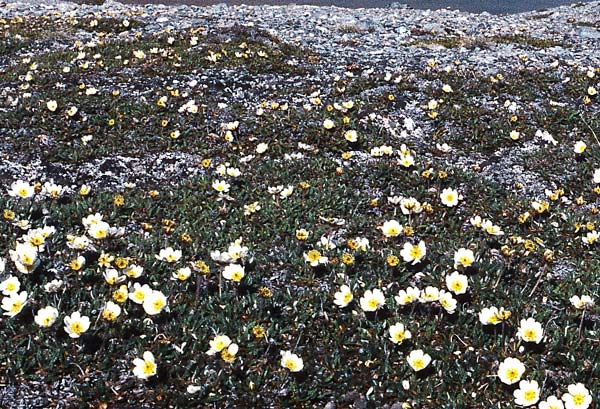
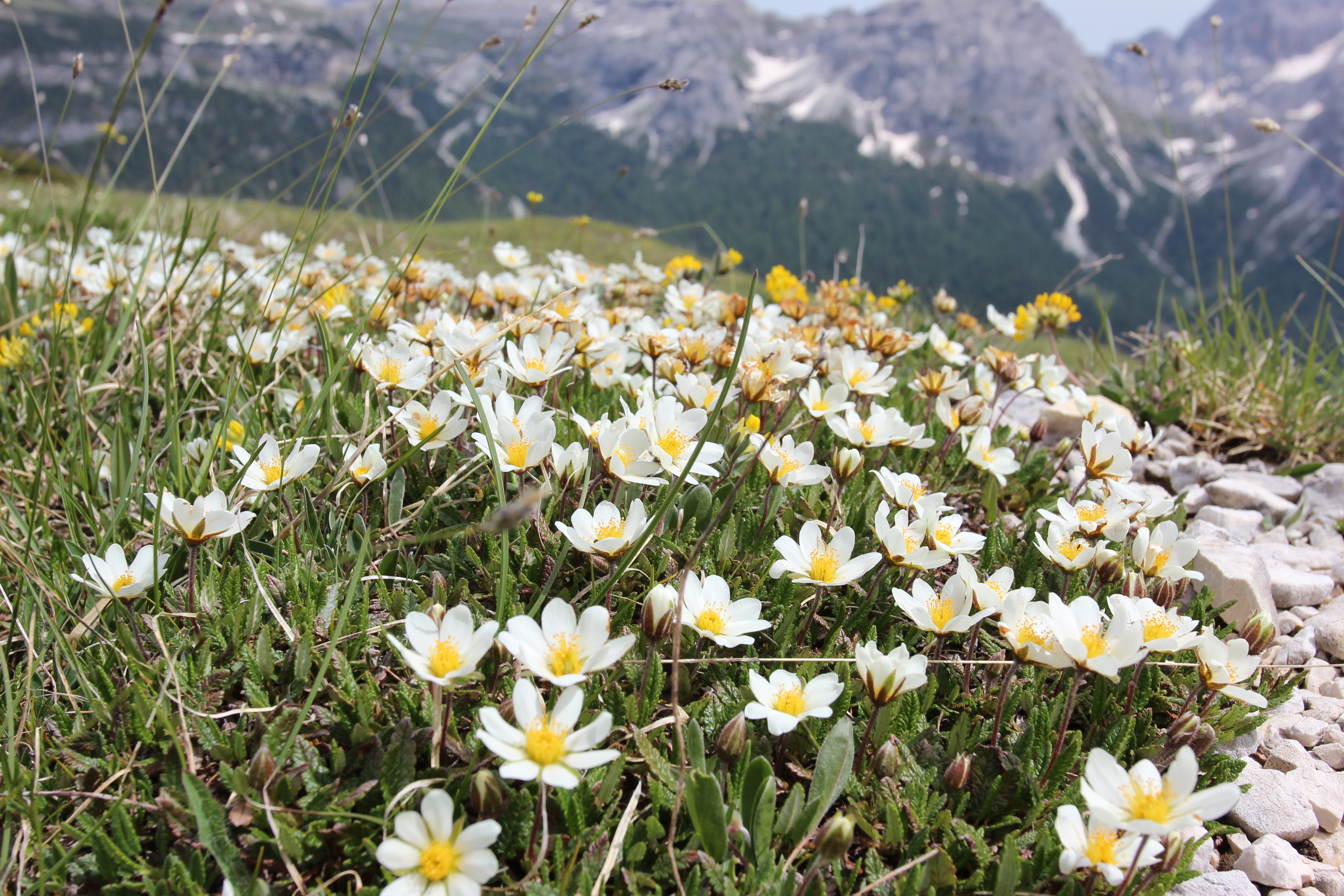
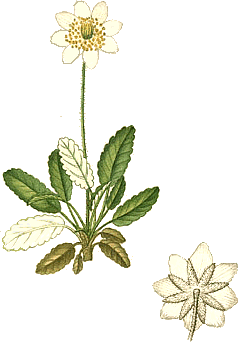
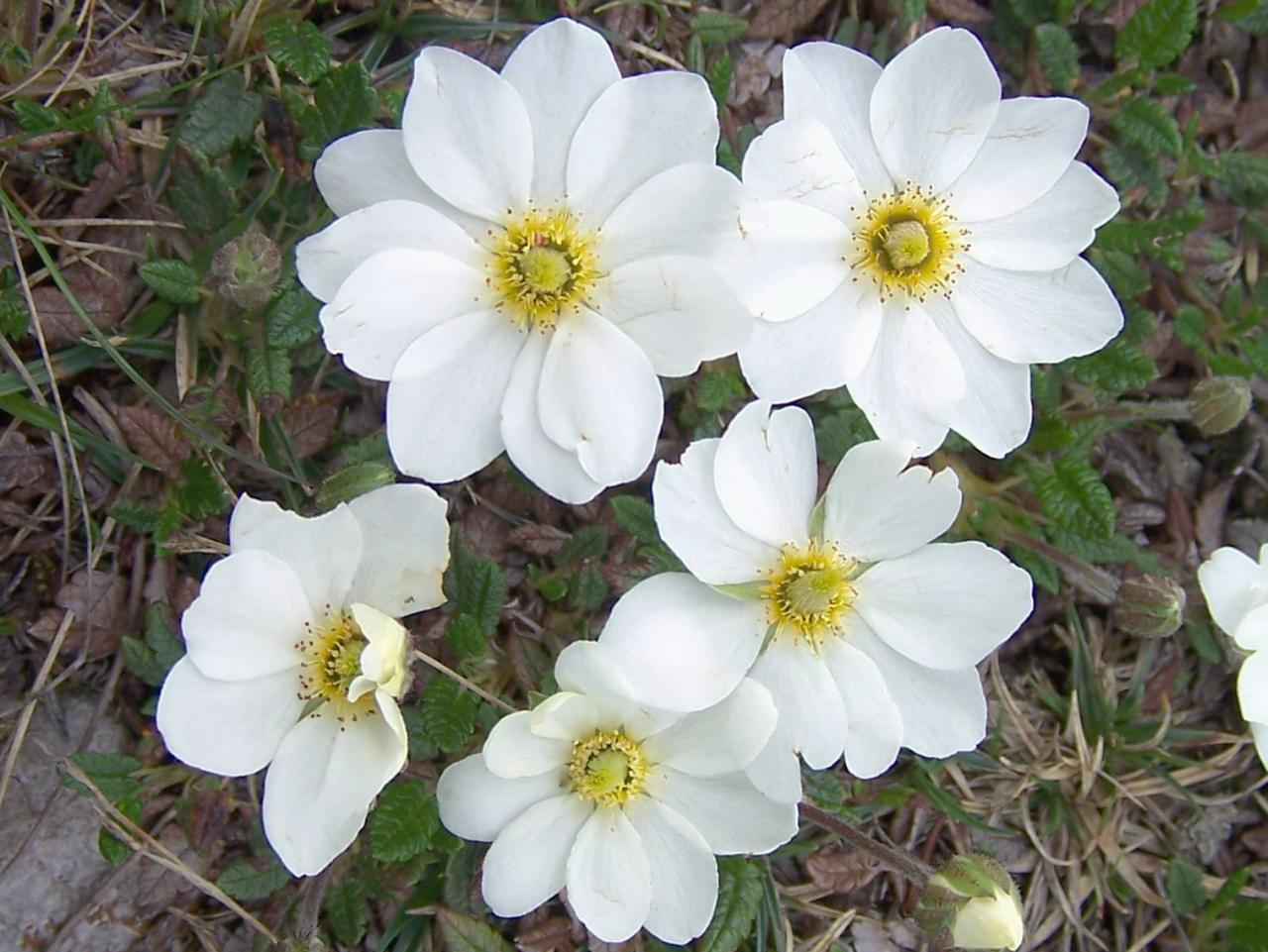

## Literatura
- Xaver Finkenzeller: Alpenblumen, München 2003, ISBN 3-576-11482-3
- Kremer, Strauchgehölze. Niedernhausen, 2002. ISBN 3-576-11478-5
- Fischer, M. A., Adler, W. & Oswald K.: Exkursionsflora für Österreich, Liechtenstein und Südtirol, Linz, 2005, ISBN 3-85474-140-5
- Düll, Kutzelnigg: Taschenlexikon der Pflanzen Deutschlands, 2005, ISBN 3-494-01397-7